# Tubérosité iliaque
La tubérosité iliaque est située sur la face endo pelvienne de l'os coxal, c'est une surface rugueuse située en arrière de la fosse iliaque interne et au-dessus de la surface auriculaire de l'ilion.
Elle présente dans sa partie moyenne une saillie large et arrondie : la pyramide de Farabeuf.
Elle donne insertion au ligament sacro-iliaque postérieur et aux muscles érecteur du rachis et multifide.